# OMFGB
OMFGB(Oh My Fucking GingerBread)는 R2DoesInc, T3hh4xxor Team이 제작한 안드로이드 2.3, 그 중에서도 구글 넥서스의 진저브레드를 기반으로 한 안드로이드 애프터마켓 펌웨어(커스텀롬)이다. 커스텀롬 중에서 가장 점유율이 낮은 커스텀롬이며, 미국 출시 스마트폰에 최적화되어있다.

## 역사
2010년 4분기에 안드로이드 2.3 진저브레드의 SDK가 공개되자 R2DoesInc 팀이 SDK를 기반으로 하여 비공식적으로 개발을 하기 시작했고, 그 뒤로 리눅스모션(Linuxmotion), 줌디벨로핑(Xoomdev.)같은 소규모 개발팀이 R2DoesInc 팀에 개발에 합류했고, OMFGB의 첫 버전은 구글 AOSP(Android Open Source Project)를 기반으로 제작되었다.그 후 2011년 8월 22일, 로만비비(Romanbb) 팀이 R2DoesInc 팀에 합류하면서 정식 풀타임 개발을 시작하였다.

## 추가 기능
- 티모바일(T-Mobile)용 상단바 테마 지원
- 런처 커스터마이징
- 락스크린 커스터마이징
- 상단바 아이콘 커스터마이징
- OMFGB 부가 애플리케이션

## God Mode
갓 모드는 나이틀리 버전에서 추가된 앱이나 구글 기본 앱 등을 설치하거나, 버전 업그레이드를 시킬 수 있는 메뉴다.

## 지원 기기

### HTC
- 드로이드 인크레더블
- 드로이드 인크레더블 2 (북미출시판 인크레더블 S)
- EVO 4G
- 에리스
- 히어로
- 썬더볼트

### 삼성전자
- 삼성 바이브런트 (T-Mobile용 갤럭시 S)
- 삼성 패시네이트 (버라이즌용 갤럭시 S)
- 삼성 쇼케이스 (셀룰러사우스용 갤럭시 S)
- 삼성 메스머라이즈 (U.S. 셀룰러용 갤럭시 S)

### 모토로라 모빌리티
- 모토로라 드로이드 (북미출시판 모토쿼티)
- 모토로라 드로이드 X

## 같이 보기
- 구글 넥서스
- CyanogenMod
- 루팅